# Ramón García Domínguez
Ramón García Domínguez (Barcelona, 7 de noviembre de 1943-Valladolid, 28 de mayo de 2025) fue un escritor y periodista español, biógrafo oficial de Miguel Delibes, fue uno de sus amigos más cercanos, del que publicó varios libros sobre su figura y obra. 

## Biografía
Su madre, tras perder a dos hijos al poco de nacer, se trasladó expresamente a Barcelona para alumbrar a Ramón y regresó de inmediato a Corella (Navarra), donde vivió la infancia y adolescencia, según declaró muchas veces, su "tierra natal" tal como llega a recoger en su biografía la Enciclopedia Auñamendi. «Mis padres, mis abuelos, mis antepasados son todos de Corella» afirmaba en 2012 durante una entrevista para la revista Pregón Siglo XXI.
Luego se mudó a Bilbao para estudiar magisterio, carrera que ejerció durante poco tiempo ya que decidió dedicarse a la escritura y al periodismo. Durante un año estuvo ejerciendo como maestro en Sesma, primero, y en Corella, después. Estudió Periodismo en la Universidad de Navarra, donde escribió su tesina de licenciatura titulada «Pregón. Un noble canto a Navarra» donde, coincidiendo con la publicación del número 100, y en un estilo novedoso y desenfado, hace un resumen de temas y autores.

Me fascinaba el periodismo literario. No lo sé muy bien pero creo que fue esta una de las razones por las que decidí hacer la tesina sobre 'Pregón”. Para mí era una publicación entrañable con temas interesantes sobre Navarra. Y de hecho mi tesina la escribí de una forma muy literaria.
Ramón García Domínguez, Pregón Siglo XXI, 2012

En 1970, mientras su mujer Guadalupe (entonces aún novia) ejercía en Tafalla como maestra, él se fue a Zaragoza a trabajar en el Aragón Express, dependiente del periódico Zaragoza Deportivo. Durante esta estancia en la capital aragonesa tiene noticias de la demanda de profesores en Guinea Ecuatorial. Siendo un requisito necesario para viajar allá, se casan ese año en Corella y se desplazan a Guinea Ecuatorial donde permanecen hasta finales de 1973. Aunque vivió de primera mano muchos sucesos ocurridos en aquel país durante esas fechas, como periodista sus notas no pudieron publicarse hasta después de la muerte de Franco ya que todo lo relacionado con Guinea Ecuatorial estaba declarado como «materia reservada» por el régimen español. Será en 1977 cuando vea la luz su libro «Guinea. Macías, la ley del silencio» y por el cual fue declarado en ese país africano «persona non grata».
Más tarde, buscando ejercer como periodista, se trasladó con su familia a Valladolid donde fue contratado, el 1 de agosto de 1973, como redactor jefe del Diario Regional. En esa fecha conoce a Miguel Delibes con quien, poco a poco, forja una estrecha e intensa amistad personal.
De su matrimonio con Guadalupe («Upe») tuvo tres hijos, Gerardo, Josefina y Ciro.
Falleció el 28 de mayo de 2025, a los 81 años a causa de una infección complicada con una neumonía.

## Obras de su vida
En el área de periodismo ha abordado diversos géneros y colaborado en varias publicaciones.Trabajó durante muchos años en el diario El Norte de Castilla donde publicó, por entregas, varias novelas infantiles y juveniles.
Como escritor se ha dedicado mayormente a dos áreas: literatura infantil y juvenil, y biografía de Miguel Delibes. Con su libro infantil Renata toca el piano, estudia inglés, etc ganó el Premio Ala Delta en 1992, mismo año de publicación del libro. El libro aborda la problemática de los niños que no tienen tiempo para jugar debido a que sus padres los inscriben en gran cantidad de actividades.
Sus obras abarcan desde biografías, relatos cortos, ensayos y obras para teatro. Para el público infantil y juvenil creó programas de radio y suplementos de prensa, además de libros. Sobre este particular declaró:

Escribo para chicos porque soy un temerario, por eso mismo. El niño es el lector más exigente del mundo, el juez más riguroso.

### Infantiles y juveniles
- La tortuga, el hipopótamo y el elefante (1976). Teatro. Edebé.
- Un grillo del año dos mil y pico (1981) Miñón.
- ¡Por todos los dioses! (1985) Editorial Escuela Española, (1996) Edelvives.
- Teatro del revés (1987). Teatro. Caja de Ahorros Popular de Valladolid. .
- Solomán (1987). Editorial Escuela Española.
- Perder para ganar (1989). Edelvives.
- Una piraña en mi bañera (1989). Ediciones Paulinas. (1998)
- ¡Nos han robado la oreja! (1991) Edelvives.
- Renata toca el piano, estudia inglés y etcétera, etcétera, etcétera. (1992). Edelvives.
- Sentado te engorda el cu... (1994). Teatro. Edelvives.
- Cuéntamelo todo. (1996) Edelvives.
- Perder para ganar (1997). Edelvives.
- Renata juega al príngate, al balón y etcétera, etcétera, etcétera (1998). Edelvives.
- ¡Viva la Pepa! (2000). Anaya.[15]
- Puntapié (2000). Teatro. Editorial CCS.
- El ángel Pin y el hada Violín. (2003) Multiversa.
- El ángel Pin y el hada Violín, ¡menudo Belén! (2003). Multiversa.
- Renata Alucinata (2003). Edelvives.
- Cinco cuentos para "uoiear" (2003). Edebé.
- Renata juega al marro, al pimpampún y etcétera, etcétera, etcétera (2003). Edelvives.
- Brandabarbarán de Boliche (2004). Anaya.
- El ángel Pin y el hada Violín, ¡Olímpicos! (2005). Multiversa.
- Pepa y los (h)unos (2005). Anaya.
- Aventuras y desventuras de Alonsico Quijano (2005). Anaya
- Como tú (2006). Editorial CCS.
- Periquito periquete (2006). Editorial Everest.
- El cantar del mío Cid (adaptación del poema anónimo) (2007). Anaya
- Mi primer Cid (adaptación del poema anónimo) (2007). Anaya.
- El Colorín Colorado. (2007). Anaya
- El diario secreto de Renata. (2007). Anaya.
- Revoltijo (2007). Teatro. Norma.
- Yo, Jeromín (2009). Castilla Ediciones
- El ángel Pin y el hada Violín. Misión Pincho y Pincha (2009). Multiversa
- Aventuras y desventuras de Alonsico Quijano (2009). Anaya.
- El niño gol  (2010). Edelvives
- Renata alucinata (2010). Edelvives.
- El huevo de Colón (2012)
- Mi primer Quijote (2015). Anaya.

### Otras obras
- Corella. Navarra. Temas de Cultura Popular, n.º 226 (Pamplona, 1968), reeditado por 3.ª vez en 1993. ISBN 978-84-235-1198-3
- Pregón. Un noble canto a Navarra. (Pamplona, 1969. La Acción Social.) Suplemento de la revista Pregón n.º 100.[16]
- Macías, la ley del silencio. (1977) Plaza con Juan
- Cuentos negros soberanos. (1979) Plaza & Janés.
- Corella (1983 y 1993) Fondo de Publicaciones del Gobierno de Navarra.
- El bolero de Ravel, de Ravel. (1980). Libro de relatos.
- Miguel Delibes: un hombre, un paisaje, una pasión (1985). Destino.
- Sombras de sueño (Versión de Unamuno) (1987) Caja de ahorros popular de Valladolid.
- Miguel Delibes: la imagen escrita (1993). Semana Internacional de Cine de Valladolid.
- Miguel Delibes, Premio Miguel de Cervantes 1993 (1994). Ministerio de Cultura.
- Francisco Javier Martín Abril: premio provincia de Valladolid 1993 a la trayectoria literaria(2001). Diputación Provincial de Valladolid.
- El quiosco de los helados: Miguel Delibes de cerca (2005). Ediciones Destino.[12]
- Miguel Delibes: Premio Provincia de Valladolid a la Trayectoria Literaria del Siglo XX (2005). Diputación Provincial de Valladolid.
- Miguel Delibes, de cerca (2010). Ediciones Destino[12]
- Miguel Delibes: vida y obra al unísono (2012). Biblioteca Virtual Miguel de Cervantes.[17]

## Premios y reconocimientos
- 1978: Premio de teatro breve Ciudad de Valladolid
- 1980: Finalista del premio Jauja de cuentos
- 1980: Finalista del premio Tirso de Molina de teatro
- 1981: Premio Sarmiento de periodismo de Castilla y León
- 1983: Premio Barahona de Soto (Córdoba) de teatro corto
- 1992: Premio Ala Delta por 'Renata toca el piano, estudia inglés y etcétera, etcétera, etcétera.[18]
- 1993: Lista de honor de la CCEI
- 1993: Autor del Año de la revista El Urogallo